# Sascha Schäfke
Sascha Schäfke (* 4. Juli 1974) ist ein deutscher Schauspieler, Autor, Regisseur, Filmemacher und Künstler.

## Leben
Sascha Schäfke studierte Schauspiel, zunächst von 1997 bis 1999 an der Hochschule für Musik und Darstellende Kunst Hamburg, anschließend dann von 1999 bis 2002 an der Hochschule für Film und Fernsehen „Konrad Wolf“ in Potsdam. Von 2003 bis 2008 absolvierte er ein Kunststudium (Fachrichtung: Freie Kunst) an der Hochschule für bildende Künste Hamburg. Sein Studium schloss er 2008 mit Diplom ab.
Schäfke hatte Theaterengagements am Deutschen Schauspielhaus Hamburg (1998; in der Uraufführung von Pasolini: Das Testament des Körpers, Regie: Johann Kresnik), am KunsthausTacheles in Berlin (2000; als Alex in A Clockwork Orange) und am Schauspielhaus Kiel (2003; als Cosmo in Der Disney-Killer von Philip Ridley). Von Januar 2013 bis 2015 war Schäfke Hauptdarsteller und Regisseur der Comedy-Serie Crème brûlée auf Kampnagel.
Als Schauspieler wirkte Schäfke zunächst in Kurzfilmen mit; später wirkte er hauptsächlich in Fernsehfilmen und Fernsehserien mit. Er hatte u. a. Episodenrollen in den Fernsehserien Bronski und Bernstein (2001; als Angelas Lover André), Alarm für Cobra 11 – Die Autobahnpolizei (2006; als Wachdienstmitarbeiter Jörg Riedel), Die Rettungsflieger (2007), Notruf Hafenkante (2009; als Gebrauchtwarenhändler und illegaler Hundeverkäufer Alf Lüders), SOKO Wismar (2009), Die Pfefferkörner (2014; als Geldfälscher) und Küstenwache (2015; als „Der Haifisch“). 
Im November 2014 war Schäfke erneut in einer Episodenrolle in der ZDF-Serie SOKO Wismar zu sehen; er spielte den Berufskraftfahrer und eifersüchtigen Ehemann Patrick Rotendorf. 
2015 legte er den No-Budget-Film Jenseits von Edel vor. Mit seiner eigenen Band „St. Michael Front“ zeichnete er auch für den Soundtrack verantwortlich. Der Film wurde auch in der ARD Mediathek gezeigt.
Schäfke arbeitet auch als Synchronsprecher. Er lebt in Hamburg.

## Filmografie (Auswahl)
- 2001: Happy End (Kurzfilm)
- 2001: Bronski und Bernstein (Fernsehserie; Folge: Schnappschuss)
- 2004: Im Namen des Gesetzes (Fernsehserie)
- 2006: Fünf Sterne (Fernsehserie; Folge: Der Fan)
- 2006: Alarm für Cobra 11 – Die Autobahnpolizei (Fernsehserie; Folge: Kein Weg zurück)
- 2007: Die Rettungsflieger (Fernsehserie; Folge: Vertrauensfragen)
- 2009: Notruf Hafenkante (Fernsehserie; Folge: Vermisstes Glück)
- 2009: SOKO Wismar (Fernsehserie; Folge: Lillis Papa)
- 2014: SOKO Wismar (Fernsehserie; Folge: Hundefreunde)
- 2014: Die Pfefferkörner (Fernsehserie; Folge: Blütenregen)
- 2015: Jenseits von Edel (Kurzfilm)
- 2015: Küstenwache (Fernsehserie; Folge: Clüver darf nicht sterben)